# SS France (1960)
SS France je bila ocenska linijska ladja, ki jo je zgradila ladjedelnica Chantiers de l'Atlantique za francosko družbo Compagnie Générale Transatlantique (CGT). V uporabo je vstopila leta 1962, s 315 metri je bila najdaljša potniška ladja vse do prihoda RMS Queen Mary 2 leta 2004. Leta 1979 je ladjo kupila družba Norwegian Cruise Line (NCL) in jo preimenovala v "SS Norway". Ladjo so temeljito obnovili in modificirali v potniško križarko. Ladja je bila v uporabi do leta 2004, leto kasneje so jo razrezali v Alangu. 
Ladja je imela 8 velikih bojlerjev s skupno maso 8000 ton. Moč motorjev je bila 175 000 KM, kar je omogočalo potovalno hitrost 30 vozlov (56 km/h). Največja hitrost je bila 35 vozlov (65 km/h).

### Galerije slik
- Norway Farewell Transatlantic 2001; many photos of Norway, including interiors and details of artwork
- Slide show of SS France/Norway images
- Webpage Pictures galleries and personal stories from SS France and SS Norway
- SS france Pictures from the official French Line Archives Arhivirano 2012-02-05 na Wayback Machine. (French captions)
- SS France: The tour page Arhivirano 2007-12-08 na Wayback Machine.
- 3-D virtual still photo and movie renderings of SS France